# یانس (اسپانیا)
یانس (اسپانیایی: Llanes‎) دهستانی در استان آستوریاس اسپانیا است. در این دهستان ۱۴٬۰۱۳ نفر زندگی می‌کنند. مساحت این دهستان ۲۶۳٫۵۹ کیلومتر مربع است.